# Pałac w Annopolu
Pałac w Annopolu – pałac wzniesiony przed 1757 r. przez ks. Antoniego Barnabę Jabłonowskiego.

## Budowniczy
Antoni Barnaba Jabłonowski (1732-1799) był mężem ks. Anny Sanguszkówny (1739-1765), herbu Pogoń Litewska.

## Historia
Olbrzymi obiekt pozbawiony opieki kolejnych właścicieli zamienił się w ruinę. Część pałacu zniszczonego przez pożar rozebrano. Druga część, która przetrwała I i II wojnę światową, nie przypominała pierwotnego założenia. Na początku XIX w. pałac został przebudowany na styl romantyczny.

## Park
Wspaniały pałac otaczał rozległy park z okazami dębów, jesionów, lip.